# جون إي بلاها
جون إي بلاها (بالإنجليزية: John E. Blaha)‏ (و. 1942 – م) هو ضابط، ورائد فضاء من الولايات المتحدة الأمريكية . ولد في سان أنطونيو، تكساس .

## ريادة الفضاء
شارك في المهمات الفضائية:
- STS-29
- STS-58
- STS-79
- STS-43
- STS-33
- STS-81.

## التعليم
تعلم في U.S. Air Force Test Pilot School، وأكاديمية سلاح الجو الأمريكي

## الخدمة العسكرية
خدم في القوات الجوية الأمريكية.

## جوائز
حصل على جوائز منها:
- جائزة الشجاعة طيران
- Air Force Cross
- وسام الاستحقاق
- وسام الجو
- وسام "العمل الشجاع في الحرب الوطنية العظمى 1941-1945
- Medal "For Merit in Space Exploration".